# Czerwoni Khmerzy
Czerwoni Khmerzy (ang. Khmer Rouge, fr. khmers rouges, khm. ខ្មែរក្រហម, trl. Khmêr Krâhâm) – ekstremistyczne ugrupowanie łączące ideologię komunistyczną z khmerskim nacjonalizmem. Członkowie ruchu wywodzili się z Komunistycznej Partii Kambodży. W 1975 roku po zwycięstwie w wojnie domowej zdobyli władzę, tworząc Demokratyczną Kampuczę. Polityka ludobójstwa prowadzona przez frakcję ruchu skupioną wokół Pol Pota doprowadziła do wewnętrznego rozłamu w grupie, a następnie interwencja wojsk wietnamskich obaliła reżim. Czerwoni Khmerzy przeszli do podziemia i korzystając z pomocy Stanów Zjednoczonych, Tajlandii i Chin, do końca lat 90. prowadzili wojnę domową z prowietnamskim rządem. W 1981 roku Czerwoni Khmerzy zrezygnowali z ideologii komunistycznej, a od 1982 roku razem z monarchistami i prawicowymi republikanami wchodzili w skład Koalicyjnego Rządu Demokratycznej Kampuczy. Przywódcami grupy oprócz Pol Pota byli Khieu Samphan i Ieng Sary.

## Geneza

### Sytuacja ówczesnej Kambodży
Kambodża w połowie XX wieku była jednym z najbardziej opóźnionych cywilizacyjnie państw kapitalistycznych w Azji Wschodniej. W 1970 roku chłopstwo stanowiło 90% spośród 7,3 miliona mieszkańców. Równocześnie znacznie opóźniony był ruch komunistyczny, który aż do utworzenia ruchu Czerwonych Khmerów podporządkowany był w dużej mierze Wietnamowi Północnemu. W trakcie I wojny indochińskiej siły wietnamskich komunistów stoczyły na terenie Kambodży wiele walk z kolonialnymi siłami francuskimi. Czerwoni Khmerzy odrzucali dorobek dotychczasowego kambodżańskiego ruchu komunistycznego, uważając go za pozbawiony niezależności.

### Powstanie ruchu
Khmerska Partia Ludowo-Rewolucyjna została utworzona w 1951 roku w wyniku rozłamu w kambodżańskiej sekcji Komunistycznej Partii Indochin. W 1963 roku po wcześniejszych rozłamach władzę w partii objął Saloth Sar znany pod pseudonimem Pol Pot. Stronnictwo zwolenników Pol Pota ukształtowało się na początku lat 50. pośród grupy kambodżańskich studentów w Paryżu. Saloth Sar w 1966 roku potajemnie zmienił jej nazwę na Komunistyczną Partię Kampuczy, co przez wiele lat starano utrzymać się w tajemnicy – partia ukrywała się pod kryptonimem „Angkar”, czyli „Organizacja”. Ruch celowo zachowywał atmosferę tajemniczości, jak później wyjaśniali działacze ruchu: „Tylko dzięki tajemniczości możemy być panami sytuacji i odnieść zwycięstwo nad wrogiem, który nie może się połapać, kto kim jest”. Istnienie partii ogłoszono dopiero w 1977 roku, a więc w drugim roku rządów junty Czerwonych Khmerów. Partia przez cały okres działania miała charakter awangardowy, a jej struktury nie były liczne. W 1970 roku liczyła zaledwie 3 tysiące członków, a w 1975 około 14 tysięcy.
Uważający się za prawdziwych Khmerów, stronnicy Pol Pota popierali obcą tradycji kambodżańskiego komunizmu ideologię blisko związaną z rasizmem i szowinizmem, a wzór społeczeństwa, które chcieli zbudować, był daleki od programu klasycznego marksizmu czy modelu państw „realnego socjalizmu”.
Chroniąc się przed represjami władz, zwolennicy Pol Pota, jeszcze w 1963 roku założyli bazę w północno-wschodniej prowincji Ratanakiri, pozyskując tam sympatyków spośród mniejszości etnicznej Khmer Loeu (Khmerów Górskich), zaś sam Pol Pot udał się na szkolenie do Chin. Na czele zarówno grupy, jak i całej partii komunistycznej stanęła ściśle tajna Angkar Loeu (Najwyższa Organizacja), w skład której wchodzili starannie wykształceni intelektualiści, m.in. Pol Pot, Ieng Sary, Vorn Vet, Son Sen, Yun Yat, Touch Phoeun, Thiounn Thioeun, Ieng Thirith. W kwietniu 1967 roku w prowincji Battambang wybuchło spontaniczne powstanie chłopskie, do którego przyłączyli się polpotyści. Powstanie przyczyniło się do dużego wzrostu poparcia dla radykalnej frakcji, która to właśnie przez panującego monarchę została określona mianem „Czerwonych Khmerów”. W styczniu 1968 roku utworzona przez Pol Pota Rewolucyjna Armia Kampuczy rozpoczęła partyzancką ofensywę przeciw armii królewskiej.

## Wojna domowa w Kambodży

### Wydarzenia poprzedzające konflikt
Rządzący Kambodżą monarcha Norodom Sihanouk starał się trzymać kraj z dala od wojny wietnamskiej, lawirując w polityce zagranicznej pomiędzy Wietnamem, Związkiem Radzieckim, Chinami oraz Stanami Zjednoczonymi. Niezależnie od króla, z terenów Kambodży operowały antyamerykańskie oddziały Vietcongu, które przyciągały do swoich szeregów ochotników kambodżańskich. W marcu 1969 roku siły powietrzne Stanów Zjednoczonych przeprowadziły bombardowanie terenów wschodniej Kambodży, co miało na celu likwidację baz Vietcongu. Naloty przyczyniły się do licznych strat w cywilach, które wyniosły od 40 do 150 tysięcy zabitych. Sihanouk, obawiając się destabilizacji państwa przez Vietcong, 4 sierpnia tego samego roku powołał na stanowisko premiera generała Lon Nola.
Lon Nol sformułował gabinet oparty na politykach prawicowych oraz niechętnych królowi. Pod nieobecność monarchy w kraju, 18 marca 1970 roku generał wraz z CIA przeprowadził zamach stanu. W miejsce monarchii utworzył Republikę Khmerów, na której teren wkroczyło 70 tysięcy żołnierzy amerykańskich. Przebywający w Pekinie Sihanouk w proteście przeciwko poczynaniom wojskowego rządu, wezwał swoich poddanych do oporu wobec reżimu i rozpoczęcia wojny wyzwoleńczej.

### Sojusz króla z Czerwonymi Khmerami
Monarcha, dążąc do odzyskania władzy w kraju, zawiązał sojusz z dotychczasowymi przeciwnikami, Czerwonymi Khmerami. Czerwoni Khmerzy operujący początkowo głównie z terenów znajdujących się przy granicy z Tajlandią, dzięki poparciu króla, błyskawicznie zwiększyli swoją liczebność i poparcie pośród chłopstwa. W maju 1970 roku, w ChRL powstał Królewski Rząd Jedności Narodowej, na czele którego stanął król oraz Zjednoczony Front Narodowy Kambodży z udziałem Czerwonych Khmerów. Królewski Rząd Jedności Narodowej i sam monarcha pozostał na emigracji. Shinaouk i jego współpracownicy kilkukrotnie przeprowadzali inspekcje na terenach zajętych przez Czerwonych Khmerów, wizyty te miały jednak czysto propagandowy charakter – monarchiści nie mieli nad zbrojnym ruchem oporu żadnej kontroli.
Czerwoni Khmerzy nie wykazywali w trakcie wojny oznak fanatyzmu, który ujawnił się dopiero w okresie ich rządów, a przynajmniej nie był on dostrzeżony przez ogół społeczeństwa i władze. Z czasem gdy Czerwoni Khmerzy, na kontrolowanych przez siebie obszarach, zaczęli wprowadzać swoje porządki, Wietnamczycy z Północy starli się z nimi zbrojnie (od 1974), a następnie wycofali się z konfliktu kambodżańskiego, obawiając się większego wzrostu wpływów rebeliantów Pol Pota. Coraz mocniej nasilały się napięcia na linii wietnamscy komuniści – Czerwoni Khmerzy, wynikający między innymi z różnić ideologicznych (Czerwoni Khmerzy byli prochińscy, a Wietnamczycy bardziej proradzieccy), ale również nienawiści Czerwonych Khmerów do Wietnamczyków. Wraz z przejmowaniem kolejnych obszarów kraju, Czerwoni Khmerzy prowadzili systematyczną politykę fizycznej eliminacji kadr komunistycznych związanych z Wietnamem.
W 1973 roku nasiliły się amerykańskie bombardowania Kambodży. Nie zatrzymały one jednak rozbudowy partyzanckiej armii, która 17 kwietnia 1975 roku zajęła stolicę kraju, Phnom Penh i doprowadziła do ewakuacji rządu i wojsk amerykańskich.

## Rządy

Flaga Demokratycznej Kampuczy

### Wkroczenie do Phnom Penh i ewakuacja miast
Pierwsze radykalne zmiany Czerwoni Khmerzy rozpoczęli natychmiast po wkroczeniu do stolicy. Liderzy ruchu oznajmili o utworzeniu Demokratycznej Kampuczy i ogłosili Rok Zerowy. Siły Czerwonych Khmerów zostały przyjęte przez mieszkańców stolicy jako wyzwoliciele. Pomimo tego nowy reżim rozpoczął niezwłocznie ewakuację miasta, rozstrzeliwując opornych mieszkańców. Większość żołnierzy wywodziła się z terenów wiejskich, a widok wielkiego miasta był dla nich zupełną nowością, stąd nie mieli oporu przed stosowaniem zaleconego wobec mieszkańców stolicy terroru. Duża część żołnierzy była bardzo młodymi osobami, nastolatkami wychowanymi w wojennej pożodze, co odbiło się na ich psychice i skłaniało do brutalnych działań. W przeciągu zaledwie dwóch dni przeprowadzono ewakuację prawie dwóch milionów mieszkańców Phnom Penh. Mieszczanie trafili na wieś, gdzie mieli stworzyć nowe samowystarczalne społeczeństwo. W trakcie operacji wymordowano funkcjonariuszy i urzędników poprzedniego ustroju.
Książę Sihanouk został początkowo głową państwa Czerwonych Khmerów, po tym jednak, gdy trafił do aresztu domowego, został zastąpiony przez Khieu Samphana, któremu wyznaczono funkcję prezydenta. Stanowisko premiera objął Pol Pot. Faktyczną władzę sprawowały zakonspirowane struktury organizacji (Angkar Leu). Rząd Czerwonych Khmerów natychmiast przystąpił do realizacji ekstremistycznego programu politycznego. W ramach akcji zwalczania wpływów cywilizacji zachodniej, planowano przekształcić Kambodżę w kraj rolniczy i samowystarczalny.
Kraj został odcięty od świata, a odwiedzić go mogły jedynie nieliczne zagraniczne delegacje (których wizyty miały charakter czysto propagandowy i były starannie reżyserowane). W polityce zagranicznej jedyne relacje utrzymywano z Chinami i sąsiednią Tajlandią.

### Polityka terroru i ludobójstwo

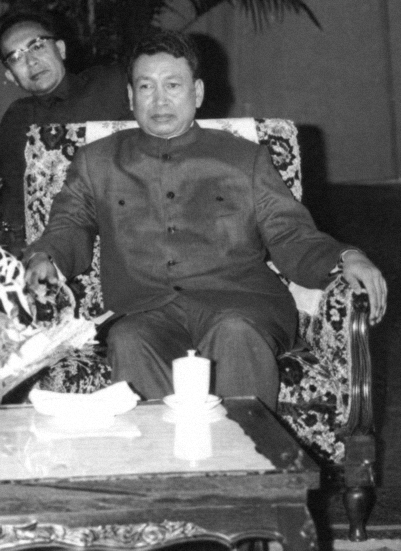
Pol Pot

Zaraz po przejęciu władzy Czerwoni Khmerzy przystąpili do realizacji swoich koncepcji. Zamknięto szkoły, szpitale i fabryki, zlikwidowano banki i w ogóle pieniądz, zdelegalizowano religię, zlikwidowano własność prywatną, zaś ludność miast wyrzucono siłą na tereny wiejskie do tzw. kolektywnych gospodarstw rolnych, które były de facto obozami pracy przymusowej. Polityka ta, znana jako „Rok Zerowy”, doprowadziła do śmierci ogromnej liczby osób, zarówno wskutek zagłodzenia, jak i przepracowania i egzekucji. Czerwoni Khmerzy systematycznie mordowali wszystkie osoby, które miały jakiekolwiek powiązanie z poprzednim reżimem, a także fachowców i intelektualistów – zabijano nawet za sam fakt posiadania okularów lub zbyt delikatnych dłoni. Ofiarą padły również mniejszości narodowe, w największym stopniu – wietnamska.
Polityka terroru prowadzona przez klikę Pol Pota spowodowała rozłam w ruchu Czerwonych Khmerów, a oporni działacze ruchu byli fizycznie eliminowani przez polpotystów. Ofiarami czystek stali się między innymi pełniący urząd wicepremiera Vorn Vet czy Koy Thuon będący ministrem handlu wewnętrznego. Najbardziej niechętni Pol Potowi pozostawali Czerwoni Khmerzy w Strefie Wschodniej. W maju 1978 roku rozpoczęli oni antyrządowe powstanie. Pol Pot nakazał stłumić wystąpienie, a całą ludność przedstawił jako mających „wietnamskie dusze w khmerskich ciałach” traktować jako element obcy. W ramach represji zginęło od 250 do 400 tysięcy mieszkańców strefy objętej rebelią, wielu mieszkańców zostało deportowanych do innych stref.

#### Liczba ofiar ludobójstwa
Większość źródeł podtrzymuje, że liczba ofiar Czerwonych Khmerów jest w proporcji do liczby ludności wyższa niż w jakimkolwiek kraju na świecie we współczesnej historii. Najniższe szacunki mówią o 10% strat, ale częściej przyjmuje się, że liczba zamordowanych i zmarłych z głodu i chorób osób sięgnęła 20–25% całej populacji. Politykę Czerwonych Khmerów określa się powszechnie mianem ludobójstwa. Informacje o zbrodniach były przekazywane na Zachód głównie przez uciekinierów z obozów pracy. Dokładna liczba ofiar jest ciągle przedmiotem sporów. Osadzona przez Wietnamczyków władza mówiła o 3,3 mln zabitych, ale jest to mało prawdopodobny szacunek. CIA szacuje liczbę zabitych w egzekucjach na 50-100 tys., ale jest to z kolei niewielka część wszystkich ofiar. Amerykański Departament Stanu, Amnesty International i Yale Cambodian Genocide Project mówią odpowiednio o 1,2, 1,4 i 1,7 mln ofiar. R.J. Rummel podaje liczbę 2 mln. Średnią z przeprowadzonych szacunków jest liczba 1,5 mln zmarłych spośród 7 mln obywateli tego kraju przed 1975 rokiem. Badacz problematyki kambodżańskiej Adam W. Jelonek podsumowuje problem strat demograficznych następująco: „całkowita śmiertelność w tym okresie szacowana powinna być na 1 252 000, z których 511 tysięcy stanowi wynik naturalnej śmiertelności biologicznej [...]. Oznacza to około 740 tysięcy osób, których śmierć spowodowana została bezpośrednimi bądź pośrednimi efektami polityki Demokratycznej Kampuczy”.
Przykłady działalności Czerwonych Khmerów, w tym i metod tortur, można dzisiaj zobaczyć w Muzeum Ludobójstwa Tuol Sleng znajdującym się w Phnom Penh. Muzeum znajduje się na terenie byłego liceum, zamienionego w więzienie S-21 zarządzane przez Kainga Guek Eav’a znanego także jako „Towarzysz Duch”. Przez to więzienie przeszło około 17 tys. ludzi, zanim zostali zamordowani na „polach śmierci” i pogrzebani w masowych grobach.

### Konflikt z Wietnamem
Do pierwszego incydentu na dużą skalę między Wietnamem a Kampuczą doszło 1 maja 1975, gdy Demokratyczna Kampucza zaatakowała wietnamską wyspę Phú Quốc. Zdaniem zwolenników Pol Pota wyspa była częścią terytorium Kambodży. Dziewięć dni później armia Kampuczy wtargnęła na wysepkę Thổ Chu w Zatoce Syjamskiej. Agresji towarzyszyła masakra około 500 tamtejszych mieszkańców. Wietnamczycy odpowiedzieli na atak kontrofensywą, w wyniku której siły Demokratycznej Kampuczy zostały wygnane ze spornych wysepek, a Wietnamczycy karnie zajęli kampuczańskie wyspy Koh Poulo Wai. W ciągu 1976 roku, choć oficjalnie oba rządy mówiły o poprawie wzajemnych relacji, to w praktyce wrogość między nimi stale wzrastała.
30 kwietnia armia Czerwonych Khmerów ponownie przekroczyła granicę z Wietnamem i zaatakowała prowincję An Giang i Châu Đốc. W trakcie ataku Czerwoni Khmerzy dokonali zabójstw setek cywilów wietnamskich. Siły Wietnamu przeprowadziły odwetowy atak przeciwko Kampuczy. 16 grudnia oddziały piechoty wietnamskiej wsparte przez siły powietrzne dokonały bezpośredniego ataku na obszar Kampuczy. Kampuczanie w starciu z wojskiem wietnamskim odnieśli dotkliwe straty. Pod koniec grudnia Wietnam odniósł nad Kampuczą liczne zwycięstwa. 6 stycznia 1978 roku wojska wietnamskie znalazły się już tylko 38 kilometrów od Phnom Penh, jednak rząd Wietnamu zdecydował się na wycofanie się w stronę Wietnamu połączone z ewakuacją tysięcy kambodżańskich uchodźców cywilnych i uwolnionych więźniów reżimu. Wśród tej grupy uchodźców znalazł się Hun Sen, który po obaleniu reżimu Czerwonych Khmerów stanął na czele nowego rządu Kambodży.
27 stycznia Wietnam rozpoczął rozmowy z przygranicznymi oddziałami kampuczańskimi w celu przekonania ich do buntu przeciwko reżimowi. Wietnamczycy skontaktowali się z So Phim będącym liderem wojskowej frakcji Czerwonych Khmerów we Wschodniej Strefie Wojskowej Kambodży. So Phim planował powstanie przeciwko reżimowi, w czym został poparty przez Wietnam. Strefa Wschodnia Wojskowa, ze względu na celowe, jak się później okazało, uchylanie się od akcji przeciw Wietnamowi, wzbudziła coraz większe niepokoje w rządzie, na skutek czego sam Pol Pot określił ją jako gniazdo zdrajców. Pol Pot po tym, jak odkrył, że So Phim wszedł w alians z Wietnamczykami, wysłał tam pozostałe jednostki wojskowe w celu eliminacji zdrajców. Na skutek interwencji rządu wojska Strefa zostały rozbite, a So Phim popełnił samobójstwo. Do Wietnamu udało się uciec zastępcy Phima, Hengowi Samrinowi, gdzie kontynuował on działalność przeciw reżimowi. W czerwcu 1978 roku siły lotnicze Wietnamu rozpoczęły masowe bombardowanie Kampuczy, wykonując dziennie około 30 lotów. Loty przyczyniły się do gigantycznych strat Kampuczy. Do tego czasu większość żołnierzy rozbitej Strefy Wschodniej uciekło do Wietnamu, gdzie w tajnych obozach przechodziło szkolenie. Pod koniec czerwca wojska wietnamskie przeprowadziły ograniczoną akcję wojskową przeciwko Czerwonym Khmerom. Wietnamczycy zajęli szereg prowincjonalnych miast i Prey Veng Suong, w odpowiedzi na co armia Kampuczy przeprowadziła ostrzał terenów przygranicznych. W drugiej połowie 1978 roku Wietnam ogłosił utworzenie Zjednoczonego Frontu Ocalenia Narodowego Kambodży. Według Hanoi był on niezależnym ruchem komunistycznym Kambodży wywodzącym się z różnych środowisk. Na czele ruchu stanął Heng Samrin. Jeszcze przed utworzeniem Frontu, wspierani przez Hanoi opozycjoniści kambodżańscy przekraczali granicę w celu poszerzania bazy wsparcia dla ruchu przeciwników reżimu.

## Upadek Demokratycznej Kampuczy
W grudniu 1978 roku, po kilku latach granicznych starć i wskutek masowego napływu uchodźców do Wietnamu, dywizje wietnamskie wsparły rozpoczęte w kwietniu 1978 antypolpotowskie powstanie, którym kierował dowódca 4 Dywizji Piechoty Heng Samrin i 7 stycznia 1979 roku, współdziałając z oddziałami powstańczymi, zajęły Phnom Penh, obalając reżim Pol Pota. Pomimo zakorzenionej niechęci do Wietnamczyków, oddziałom pomagali masowo uciekający aktywiści, którzy stanowili potem rdzeń nowego, prowietnamskiego rządu. Na czele nowych władz państwa, czyli Ludowej Republiki Kampuczy, stanął Heng Samrin. Czerwoni Khmerzy wycofali się do dżungli w zachodniej części kraju. Licząca kilka tysięcy żołnierzy partyzantka Czerwonych Khmerów uzyskała poparcie Chin, krajów ASEAN i Stanów Zjednoczonych, które wspierając antywietnamski ruch partyzancki, dążyły do osłabienia pozycji Wietnamu.
Korzystający z protekcji amerykańskiej Czerwoni Khmerzy, tylko w 1980 roku otrzymali około 55 milionów dolarów pomocy. Dzięki amerykańskiej i tajlandzkiej protekcji cieszyli się także dostawami żywności ze Światowego Programu Żywnościowego. Jednocześnie CIA prowadziła akcje propagandową mającą wybielić Czerwonych Khmerów. Jednym z jej przejawów była publikacja raportu, w którym przedstawiono pięciokrotnie zaniżoną liczbę ofiar reżimu Demokratycznej Kampuczy. W listopadzie 1980 bazy Czerwonych Khmerów wizytował były wicedyrektor CIA Ray Cline. Sytuację ruchu jeszcze bardziej poprawiło uznanie ich (głosami państw zachodnich i ich sojuszników) za prawowitych przedstawicieli Kambodży w Organizacji Narodów Zjednoczonych.
W 1981 roku rozwiązaniu uległo polityczne skrzydło ruchu, Komunistyczna Partia Kambodży. Decyzja ta podyktowana była współpracą z USA. Tym samym politycznym skrzydłem Czerwonych Khmerów stała się Partia Demokratycznej Kampuczy. Nowa formacja zrezygnowała z ideologii komunistycznej i ogłosiła, że popiera demokrację parlamentarną i liberalny model gospodarczy (w kilku krajach do dziś legalnie działa Grupa Studiów nad Teorią Pol Pota głosząca poglądy sprzed dekomunizacji ruchu). W 1982 roku przy wsparciu Stanów Zjednoczonych Stowarzyszenie Narodów Azji Południowo-Wschodniej i Chin powstał Koalicyjny Rząd Demokratycznej Kampuczy. Rząd skupiał monarchistów, prawicowych republikanów i Czerwonych Khmerów, a na arenie międzynarodowej był uznawany przez większość państw niekomunistycznych.
Po ofensywie wojsk rządowych i wietnamskich w latach 1984–1985 Czerwoni Khmerzy zostali wyparci z kraju. Pokonani partyzanci znaleźli schronienie na terenie Tajlandii. W tym samym czasie ogłoszono, że Pol Pot przeszedł na polityczną emeryturę. Był to zabieg czysto propagandowy, w rzeczywistości w dalszym ciągu stał on na czele ruchu, kryjąc się pod kryptonimami „87” i „Brat nr 1”, korzystając przy tym z ochrony specjalnego oddziału armii tajskiej.
W 1989 roku Wietnam wycofał swoje wojska z terenów Kambodży, skłoniło to Tajlandię w kolejnym roku do stopniowej likwidacji baz Czerwonych Khmerów na swoim terytorium (wbrew zaleceniom USA). W 1991 roku Czerwoni Khmerzy i inne grupy rebelianckie (obecność Czerwonych Khmerów została wymuszona przez Stany Zjednoczone) zawarli z rządem Kambodży układ w sprawie rozbrojenia i wolnych wyborów. W rezultacie pozwolono im na powrót do prowincji Pailin. W 1993 roku nie uznali wyników wyborów i rozpoczęli nową wojnę z rządem. Walka z ruchem Czerwonych Khmerów toczyła się do lat 1998–1999, kiedy to zostali ostatecznie rozbici przez siły rządowe. W trakcie batalii siły Czerwonych Khmerów dokonały licznych zbrodni wojennych obejmujących czystki etniczne (szczególnie mniejszości wietnamskiej).
Upadek ruchu umożliwiła masowa dezercja żołnierzy partyzantki w 1996 roku i walki frakcyjne, które doprowadziły do uwięzienia Pol Pota przez samych Czerwonych Khmerów. Pol Pot zmarł w kwietniu 1998 roku, a w grudniu poddał się Khieu Samphan i wierne mu oddziały. W następnym roku poddała się większość członków, a z chwilą schwytania ostatniego przywódcy, Ta Moka, organizacja przestała formalnie istnieć.

## Procesy sądowe

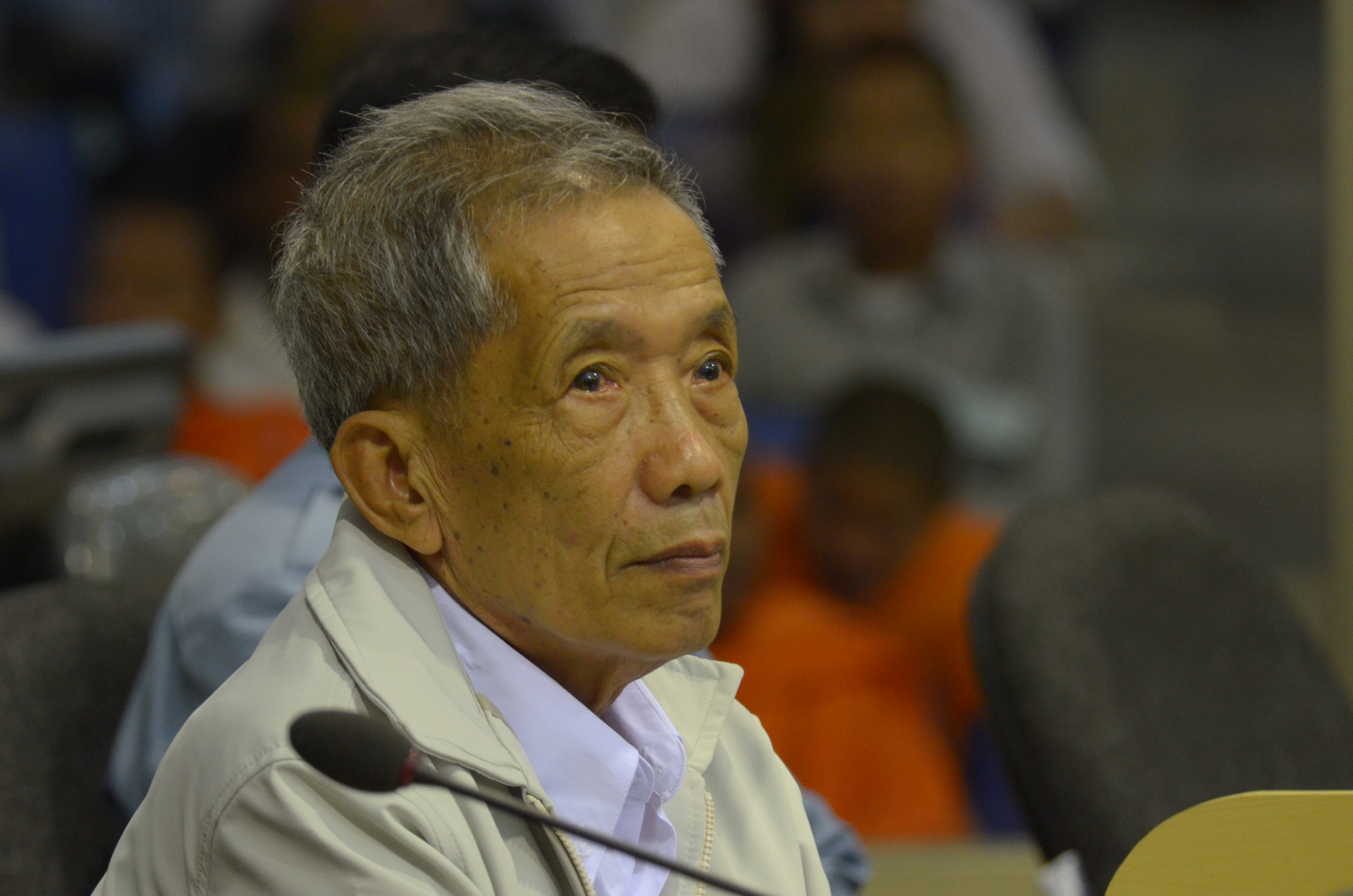
Kaing Guek Eav w Nadzwyczajnej Izbie Sądu Kambodży 3 lutego 2012

W 2001 Zgromadzenie Narodowe Kambodży przyjęło ustawę o powołaniu trybunału do osądzenia zbrodni Czerwonych Khmerów. Rząd nalegał, aby procesy odbywały się w Kambodży i z udziałem kambodżańskich sędziów. W 2006 osiągnięto porozumienie z ONZ w sprawie organizacji Nadzwyczajnej Izby Sądu Kambodży dla Osądzenia Zbrodni Popełnionych w Czasach Demokratycznej Kampuczy.
W 2009 ruszył pierwszy proces, w którym osądzono Kaing Guek Eav (Kang Kek Ieu) alias Ducha. Do 16 marca 2009 30 sędziów, w tym 13 spoza Kambodży, przesłuchało 133 świadków. Kaing Guek Eav po wysłuchaniu długiego aktu oskarżenia przyznał się do winy. Twierdził jednak, iż wykonywał wówczas rozkazy swoich przełożonych. 26 lipca 2010 Kaing Guek Eav przez Izbę Orzekającą został skazany na 35 lat pozbawienia wolności za zbrodnie przeciwko ludzkości, 3 lutego 2012 Izba Wyższa zmieniła wyrok na dożywotnie pozbawienie wolności.
W czerwcu 2011 rozpoczęły się procesy kolejnych czterech członków rządu Pol Pota: Nuon Chea, Khieu Samphana, Ieng Sary'ego i Ieng Thirith. W sierpniu 2012 Ieng Thirith została wyłączona z procesu z powodów zdrowotnych (demencja). W trakcie procesu, w marcu 2013, zmarł Ieng Sary. 8 sierpnia 2014 Noun Chea i Khieu Samphan zostali skazani na kary dożywotniego więzienia.

## Ideologia
Czerwoni Khmerzy byli ruchem niejednorodnym, Adam W. Jelonek wyróżnia tam sześć tendencji: ekstremistyczną „grupę paryską” (Pol Pot), ortodoksyjnych maoistów (Hu Nim, Hou Youn), prowietnamskich internacjonalistów (Vorn Veth, Touch Phoen), nacjonalistów z Issarak (Ta Mok), demokratów z Pracheachon (Keo Meas, Non Suon) i jednolitofrontowców (zwolenników Sihanouka). Tu omówiona zostanie ideologia tzw. „grupy paryskiej”. Ideologia ta pozostała prosta i enigmatyczna ze względu na antyintelektualizm Czerwonych Khmerów głoszących absolutny prymat praktyki nad teorią.
Celem Czerwonych Khmerów było stworzenie społeczeństwa komunistycznego poprzez całkowite i natychmiastowe zniesienie pieniądza, wymiany towarowej i własności prywatnej. Nowe społeczeństwo miało być doskonale egalitarne, co wymagało homogeniczności zakładającej unicestwienie dotychczasowych struktur społecznych i uniformizację jednostek. Niezbędnym warunkiem stworzenia „nowego społeczeństwa” miało być też zerwanie z tradycją i dotychczasowym dziedzictwem kulturowym (zwłaszcza religią). Egalitaryzm w warunkach zacofanej Kambodży oznaczał „równanie w dół” do poziomu wiejskiej biedoty najbardziej zacofanych regionów: za wymagający zniszczenia luksus uznano wszystko, co jest niedostępne dla ogółu. Czołowy teoretyk ekonomiczny Czerwonych Khmerów Hou Youn wyróżnił dwa typy systemów gospodarczych: „przyrodniczy” (gospodarka naturalna) i „towarowy” (oparty na handlu); w warunkach rolniczej Kambodży gospodarka „towarowa” pasożytowała na „przyrodniczej” (według jego obliczeń producent ryżu otrzymywał tylko 26 proc. zysku) Wynikała z tego wrogość Czerwonych Khmerów wobec miast pełniących w społeczeństwie preindustrialnym rolę pasożytniczą (nawet miejska klasa robotnicza była uważana za grupę relatywnie uprzywilejowaną).
Za jedyną siłę rewolucji uznano najbiedniejsze chłopstwo, które zamierzano zorganizować w spółdzielniach produkcyjnych. Podstawą gospodarki miało być rolnictwo, rozwój przemysłu (głównie lekkiego) odkładano na przyszłość („rolnictwo stanowi podstawę dla dalszej ekspansji przemysłu”). Gospodarka Kambodży miała mieć charakter samowystarczalny (zasada „opierania się na własnych siłach”), co zapewnić miało rewolucji kambodżańskiej niezależność od imperializmu i neokolonializmu; pociągało to za sobą konieczność regresji technologicznej.
Głównym źródłem ideologii Czerwonych Khmerów był maoizm (ponadto różni badacze zwracają uwagę na możliwy wpływ Józefa Stalina, Josipa Tito, Samira Amina i Frantza Fanona). Z maoizmu Czerwoni Khmerzy zapożyczyli pojmowanie rewolucji jako totalnego zerwania z przeszłością, skrajnie kolektywistyczną i egalitarną wizję komunizmu („komuny ludowe”), uznanie chłopstwa za siłę rewolucyjną, militaryzm, wreszcie koncepcję „polegania na własnych siłach”. Dlatego Adam W. Jelonek stwierdza: „Większość badaczy problematyki kampuczańskiej uznaje Demokratyczną Kampuczę za państwo komunistyczne, realizujące jednak indywidualnie założony i bardzo odległy od znanych nam europejskich wzorów marksizmu, model ideologiczny, nawiązujący raczej do postleninowskich interpretacji niż do samych korzeni marksistowskich”.